# Justin Chambers
Pour les articles homonymes, voir Chambers.
 (avril 2016).
Si vous disposez d'ouvrages ou d'articles de référence ou si vous connaissez des sites web de qualité traitant du thème abordé ici, merci de compléter l'article en donnant les références utiles à sa vérifiabilité et en les liant à la section « Notes et références ».
Justin Chambers est un acteur et mannequin américain né le 11 juillet 1970 à Springfield, dans l'Ohio (États-Unis).
Il est connu pour son rôle de Alex Karev dans la série Grey's Anatomy de 2005 à 2020.

## Biographie
Justin Chambers est né le 11 juillet 1970 à Springfield dans l'Ohio. Il est le fils de Pam et John Chambers et a deux sœurs, Mia et Susan, et deux frères, John Jr. et Jason (son frère jumeau).
Son frère jumeau et lui ont souvent été hospitalisés étant enfants suites à leurs fréquentes pneumonies. 
Il a étudié à la Southeastern High School dans l'Ohio et plus tard à la Springfield Clark JVS.

## Carrière
Justin Chambers est découvert par un dénicheur de mannequin dans le métro à Paris et a représenté Calvin Klein dans une campagne de parfum. Il a travaillé à travers l'Europe, le Japon et les États-Unis pour Calvin Klein, Armani et Dolce & Gabbana. Après avoir décidé de devenir acteur, il a déménagé à New York, où il a étudié au HB Studio et au Ron Stetson Studios pendant 4 ans. Cela l'a fait atterrir dans quelques rôles à la télévision, notamment le rôle récurrent dans le soap opera Another World en tant que Nicholas Hudson, et dans New York Undercover. En 1998, il est dans le casting principal du soap opera diffusé en primetime sur CBS, Four Corners. Justin Chambers apparait aussi dans plusieurs téléfilms, tels que Harvets of Fire, Rose Hill et Seasons of Love.
Justin Chambers a joué dans plusieurs films tels que Liberty Heights aux côtés de Adrien Brody, dans Un Mariage Trop Parfait aux côtés de Jennifer Lopez, dans D'Artagnan aux côtés de Catherine Deneuve, dans Southern Belles aux côtés d'Anna Faris, dans The Zodiac aux côtés de Robin Tunney et dans le film de HBO, Hysterical Blindness aux côtés d'Uma Thurman. En 2003, il est dans le casting principal dans le drama criminel de CBS, Cold Case mais part après seulement 4 épisodes.
D'août 2004 à mars 2020, Justin Chambers est au casting de la série médicale de Shonda Rhimes, Grey's Anatomy. Il y joue le rôle de l'interne en chirurgie Alex Karev aux côtés notamment d'Ellen Pompeo, de Sandra Oh, dr Katherine Heigl et de T.R. Knight. Il doit sa célébrité principalement à ce rôle. En 2006, avec les autres membres du casting, il est récompensé d'un Screen Actors Guild Award de la meilleure distribution pour une série dramatique. En 2009, il a joué dans la série dérivée de Grey's Anatomy, Private Practice lors d'un crossover évènement.
En 2009, il a participé au 20e épisode de la saison 6 des Maçons du cœur.

## Vie privée
En 1993, il a épousé une ancienne agent d'agence de mannequins, Keisha Chambers. Ils ont cinq enfants ; Isabella (née en décembre 1994), des jumelles Maya et Kaila (nées en juin 1997), Eva (née en mars 1999) et Jackson (né en janvier 2002). Justin vit actuellement à Los Angeles avec sa femme et ses enfants.

## Filmographie

### Cinéma
- 1999 : Liberty Heights de Barry Levinson : Trey Tobelseted
- 2001 : Un mariage trop parfait d'Adam Shankman : Massimo
- 2001 : D'Artagnan (The Musketeer) de Peter Hyams : D'Artagnan
- 2002 : Léo de Mehdi Norowzian : Ryan Eames
- 2003 : For Which It Stands (court métrage) de Kevin Shahinian : soldat allemand
- 2005 : Southern Belles de Paul S. Myers et Brennan Shroff : Rhett Butler
- 2006 : The Zodiac d'Alexander Bulkley (en) : Inspecteur Matt Parish
- 2008 : Harcelés (Lakeview Terrace) de Neil LaBute : Donnie Eaton
- 2010 : The Happiest Man Alive (court métrage) d'Andrew M. Goodman : Sherman
- 2013 : Broken City de Allen Hughes : Ryan

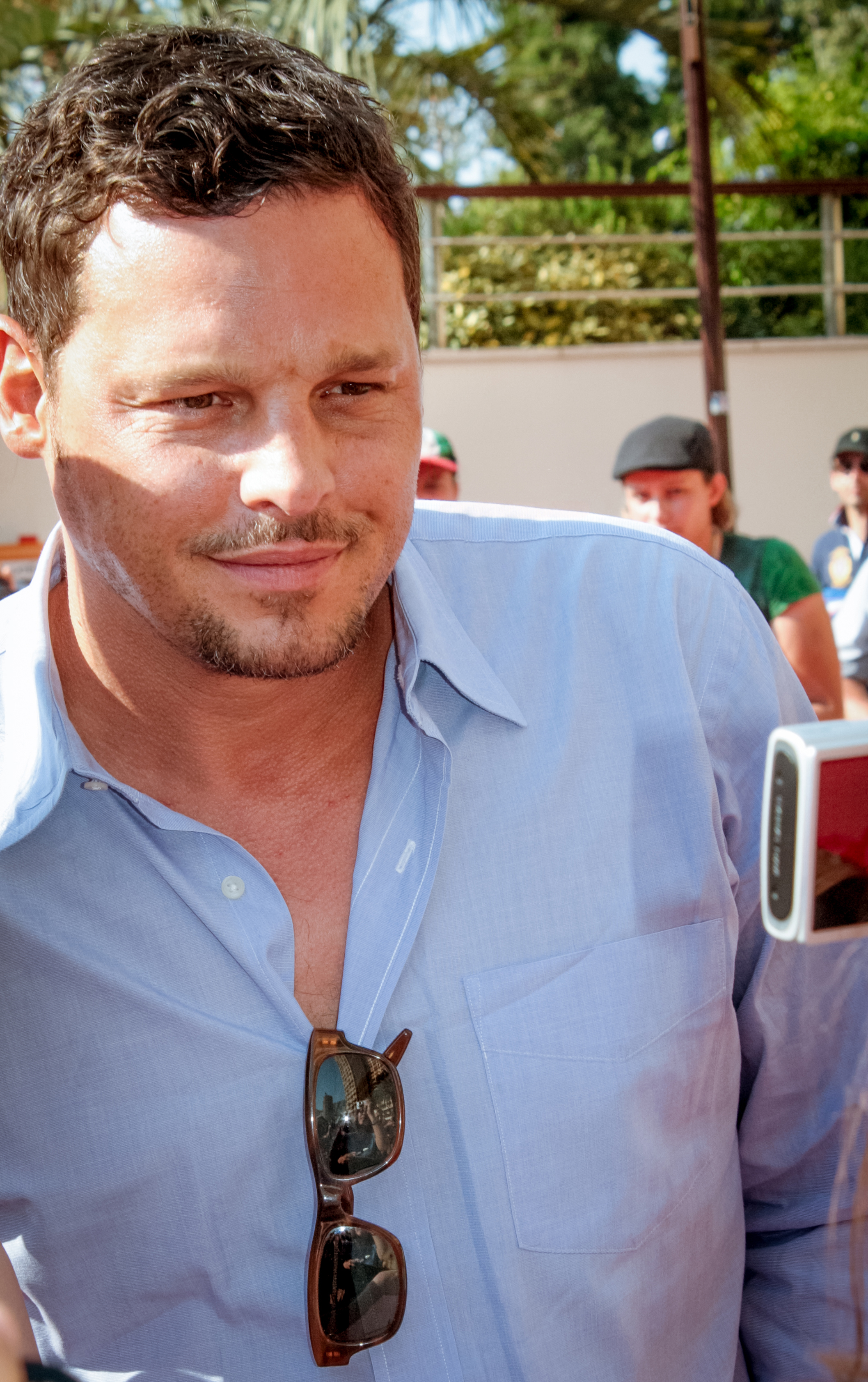
2014

### Télévision

#### Téléfilms
- 1996 : Harvest of Fire de Arthur Allan Seidelman : George
- 1997 : Rose Hill de Christopher Cain : Cole Clayborne
- 1999 : Seasons of Love de Daniel Petrie : Hocking adulte
- 2002 : Hysterical Blindness de Mira Nair : Rick
- 2004 : The Secret Service de Clark Johnson : Charles Brody

#### Séries télévisées
- 1995 : Another World : Nicholas 'Nick' Hudson (3 épisodes)
- 1996 : New York Undercover: Officier Nick Caso (1 épisode)
- 1996 : Swift Justice : Rick (1 épisode)
- 1998 : Four Corners : Caleb Haskell (5 épisodes)
- 2003 : Cold Case : Affaires classées : Chris Lassing (3 épisodes)
- 2005 - 2020 : Grey's Anatomy : Dr Alex Karev (358 épisodes)
- 2009 : Private Practice : Dr Alex Karev (1 épisode)
- 2022 : The Offer (mini-série) : Marlon Brando (6 épisodes)

## Distinctions

### Récompenses
- Satellite Awards 2006 : Meilleure distribution dans une série télévisée dramatique pour Grey's Anatomy partagé avec Eric Dane, Patrick Dempsey, Katherine Heigl, T.R. Knight, Sandra Oh, James Pickens Jr., Ellen Pompeo, Sara Ramirez, Kate Walsh, Isaiah Washington et Chandra Wilson.
- Screen Actors Guild Awards 2007 : Meilleure distribution pour une série dramatique dans une série télévisée dramatique pour Grey's Anatomy
- People's Choice Awards 2007 : Acteur TV dramatique préféré dans une série télévisée dramatique pour Grey's Anatomy

### Nominations
- Gold Derby Awards :
  - 2006 : Meilleure distribution de l'année
  - 2007 : Meilleure distribution de l'année
- Festival de télévision de Monte-Carlo 2007 : Meilleur acteur dans une série dramatique
- People's Choice Awards 2015 : Meilleur acteur dans une série dramatique
- Screen Actors Guild Awards :
  - 2006 : Meilleure performance par un ensemble dans une série dramatique
  - 2008 : Meilleure performance par un ensemble dans une série dramatique
- Teen Choice Awards 2005 : Meilleure performance d'une révélation masculine